# Cá mè hương
Cá mè hương (danh pháp hai phần: Osteochilus schlegelii) là một loài cá thuộc chi Cá mè phương nam trong họ Cá chép. Loài cá này sinh sống ở Đông Nam Á (Thái Lan và Indonesia). Con đực trưởng thành có thân dài 40 cm.